# Leandro Busatto
Leandro Busatto (Santa Fe, 18 de febrero de 1980) es un abogado, diplomado en Economía Social de Mercado y Relaciones Internacionales y político argentino, perteneciente al Partido Justicialista. Fue delegado del COMFER y la AFSCA y coordinador del Programa de Fortalecimiento Institucional de la Municipalidad de Santa Fe. Desde 2011, se desempeña como diputado provincial, siendo reelegido en 2015 y 2019, año en el que fue nombrado Jefe del Bloque Justicialista en la Cámara de Diputados de Santa Fe

## Biografía

### Infancia y formación
Pasó su infancia en la ciudad de Santo Tomé. Jugó al básquet en el Club Unión Santo Tomé. Tuvo su educación primaria en la escuela Juan de Garay de Santo Tomé, luego cursó el secundario en el Colegio Inmaculada de Santa Fe Durante esos años, misionó con los jesuitas en Santiago del Estero y en el Impenetrable Chaqueño.
Se recibió de abogado en la Universidad Nacional del Litoral en el año 2005, continuando con su formación en la Universidad Miguel de Cervantes de Santiago de Chile, donde se diplomó en Economía Social de Mercado y Relaciones Internacionales.

### Comienzos y trayectoria política
En los años de facultad, se sumó a la Juventud Universitaria Peronista. Una vez recibido y con años de ejercer la profesión, fue delegado del COMFER y la AFSCA y coordinador del Programa de Fortalecimiento Institucional de la Municipalidad de Santa Fe.
En 2011, encabezó la lista de candidatos a diputados provinciales por Jóvenes para la Victoria. Desde entonces, se desempeña como diputado provincial tras haber sido reelecto en 2015 y 2019, año en el cual es nombrado jefe del Bloque Justicialista en la Cámara de Diputadas y Diputados de Santa Fe.

### Publicaciones
En 2022, publicó El Grito del siglo XXI, un libro que trabaja sobre la memoria del Grito de Alcorta y repiensa el sistema tributario agrario junto a diferentes investigadores, sectores rurales, actores políticos y autores especializados en la causa rural.